# 普拉特鎮區 (密蘇里州布坎南縣)
普拉特鎮區（英語：Platte Township）是位於美國密蘇里州布坎南縣的一個行政鎮區。

## 地方資料
普拉特鎮區的面積為79.69平方千米，當中陸地面積為79.66平方千米，而水域面積為0.03平方千米。根據2020年美國人口普查的數據，當地共有人口318人，而人口密度為每平方千米3.99人。